# Рамзеснахт
Рамсеснахт (д/н — 1125 до н. е.) — давньоєгипетський політичний діяч, верховний жрець Амона у Фівах близько 1155—1125 роках до н. е.

## Життєпис
Походив зі знатного жрецького роду. Син Мерібаста I, великого доглядача Будинку та жерця Хемену. Здобув гарну освіту, мав знання військовика та жерця. Службу розпочав у часи володарювання фараона Рамсеса III. У просуванні кар'єрними щаблями сприяв впливовий батько. Після 26-го правління цього фараона (між 1160—1155 роками до н. е.) після свого брата Усермаатренакта обійняв посаду Верховного жерця Амона в Фівах.
На 3-му році царювання Рамсеса IV очолив велику гірничодобувну експедицію з 8362 осіб (5 тис. вояків, 3 тис. слуг храму Амона, 130 каменотесів, 800 хабіру) до каменярень Ваді-Хаммамат. При цьому 900 осіб з тієї експедиції загинули від спеки та виснаження. Незважаючи на це зумів організувати добування золота й галеніту.
Слідом за цим Рамсеснахт згодом здобув велику повагу серед населення Фів, користався поступовим послабленням впливу та політичної ваги фараонів. Водночас не виходив з підпорядкування володарів. Виконав наказ фараона Рамсеса VI з організації робіт зі створення тріумфальної сцени на поверхні другого пілону храму Амона в Карнаці та стіні комплексу Медінет-Абу.
Разом з тим поступово на момент смерті набув такої ваги, що зміг передати свою посаду у спадок, не рахуючись при цьому з фараоном Рамсесом IX. Ймовірно він лише формально затвердив це рішення. Помер близько 1125 року до н. е. Владу успадкував його старший син Несуамон.

## Родина
Дружина — Аджедет-Аат, донька Сетау, Верховного жерця Нехбет.
Діти:
- Несуамон (д/н — 1124 до н. е.), Верховний жрець Амона в Фівах 1125—1124 роки до н. е.
- Аменхотеп (д/н — бл. 1087 до н. е.), Верховний жрець Амона в Фівах 1124—1087 роки до н. е.
- Усімаренакт II, великий доглядач Будинку
- Мерібаст II, Другий пророк Амона
- Аатмерет-Тамеріт, дружина Аменхотепа, Третього пророка Амона (онука верховного жерця Амона Бакенхонсу I)